# Hypsopygia costaeguttalis
Hypsopygia costaeguttalis är en fjärilsart som beskrevs av Aristide Caradja 1933. Hypsopygia costaeguttalis ingår i släktet Hypsopygia och familjen mott. Inga underarter finns listade i Catalogue of Life.